# Ánxel Fole
Ánxel Fole (Lugo, 11 de agosto de 1903 - Lugo, 9 de maio de 1986) foi um escritor em galego e castelhano que cultivou vários gêneros literários (narrativa, poesia, teatro e ensaio), embora deva seu renome aos seus livros de contos, recolhidos em quatro volumes.
Estudou no colégio dos Padres Maristas e depois no Seminário, e obteve o título de Segundo Grau no Instituto de Lugo em 1927. Na adolescência descobriu os poetas românticos espanhóis José de Espronceda e Gustavo Adolfo Bécquer e a partir de então dedica-se à leitura. Da literatura galega lerá os poetas do Rexurdimento, primariamente Rosalia de Castro e Curros Enríquez. Também se entusiasmará com Valle-Inclán e Antonio Machado. Álvaro Cunqueiro foi companheiro de instituto e amigo seu.
Inicia a carreira de Direito e Filosofia e Letras na Universidade de Valladolid, visando ser notário, mas depois trasladou-se para Santiago de Compostela, até 1933, sem chegar a obter a licenciatura por problemas econômicos e porque se interessava mais pela literatura e a vida estudantil do que pelos seus estudos acadêmicos.
Começa a dedicar-se ao jornalismo, que não abandonará nunca de tudo. Em 1931 inaugura no jornal luguês El Progreso a série "Cartafólio de Lugo", que se manterá ao longo dos anos. Em 1932 funda e dirige também em Lugo a revista literária vanguardista Yunque, na qual se publicaram pela primeira vez os poemas galegos de Federico García Lorca. Em 1933 converte-se em redator do jornal viguês El Pueblo Gallego, no qual publicaria seu primeiro artigo em galego ao ano seguinte. Foi correspondente em Lugo da agência de notícias Febus, mais tarde chamada EFE. Entrou no Partido Galeguista da mão de Ramón Piñeiro em 1935 e foi eleito secretário provincial de Lugo. Em 1936, começada já a Guerra Civil espanhola, continuou com a edição da revista santiaguesa Resol, o que lhe supunha um risco.
Por culpa da guerra não se chegou a publicar seu primeiro livro de relatos Auga lizgaira, que estava na imprensa para ser editado em 1936. Este livro perdeu-se, e atualmente conhecem-se apenas dois dos seus relatos que publicara na revista Nós e um que aparecera em El Pueblo Gallego.
Em 1941 deixa Lugo para viver no rural (Quiroga, O Incio e O Courel) e publica seus dois primeiros livros de contos, Á lus do candil. Contos a carón do lume (1953) e Terra Brava. Contos da solaina (1955) e a peça teatral Pauto do Demo (1958). Os seus outros dois livros de relatos são Contos da néboa (1972) e Historias que ninguén cre (1981). Apesar do seu retiro no campo, continua colaborando na imprensa.  Em 1953 retorna a Lugo, onde se afinca definitivamente. Ingressou na Real Academia Galega a  5 de Outubro de 1963, dia de São Froilão (padroeiro de Lugo). Em 1983 foi proposto para o Prêmio Nobel. Repousa no Cemitério San Froilán, em Lugo.
Em 1997 foi-lhe dedicado o Dia das Letras Galegas e foi emitido um selo de correios na sua honra com uma caricatura de Siro López.
Na sua narrativa, herdeira de Álvaro Cunqueiro, Castelao e Otero Pedrayo, Fole apresenta a geografia dos lugares de montanha nos quais viveu, bem como os trabalhos, costumes, diversões, etc. dos seus habitantes em meados do século XX. A língua dos seus relatos recolhe a fala popular e inclui abundantes vulgarismos, hipergaleguismos e dialetalismos, peculiares das zonas onde situa os fatos que conta. Os seus escritos achegam informação etnográfica e antropológica do meio rural galego antes da chegada da mecanização. Os contos de Fole caracterizam-se pelo seu humor e pelos temas esotéricos e misteriosos, ao jeito da narrativa oral tradicional galega.

## Obras
- Á lus do candil. Contos a carón do lume (1953)
- Terra Brava. Contos da solaina (1955)
- Pauto do Demo (1958)
- Contos da néboa (1972)
- Historias que ninguén cre (1981)